# Ludwig von Köchel

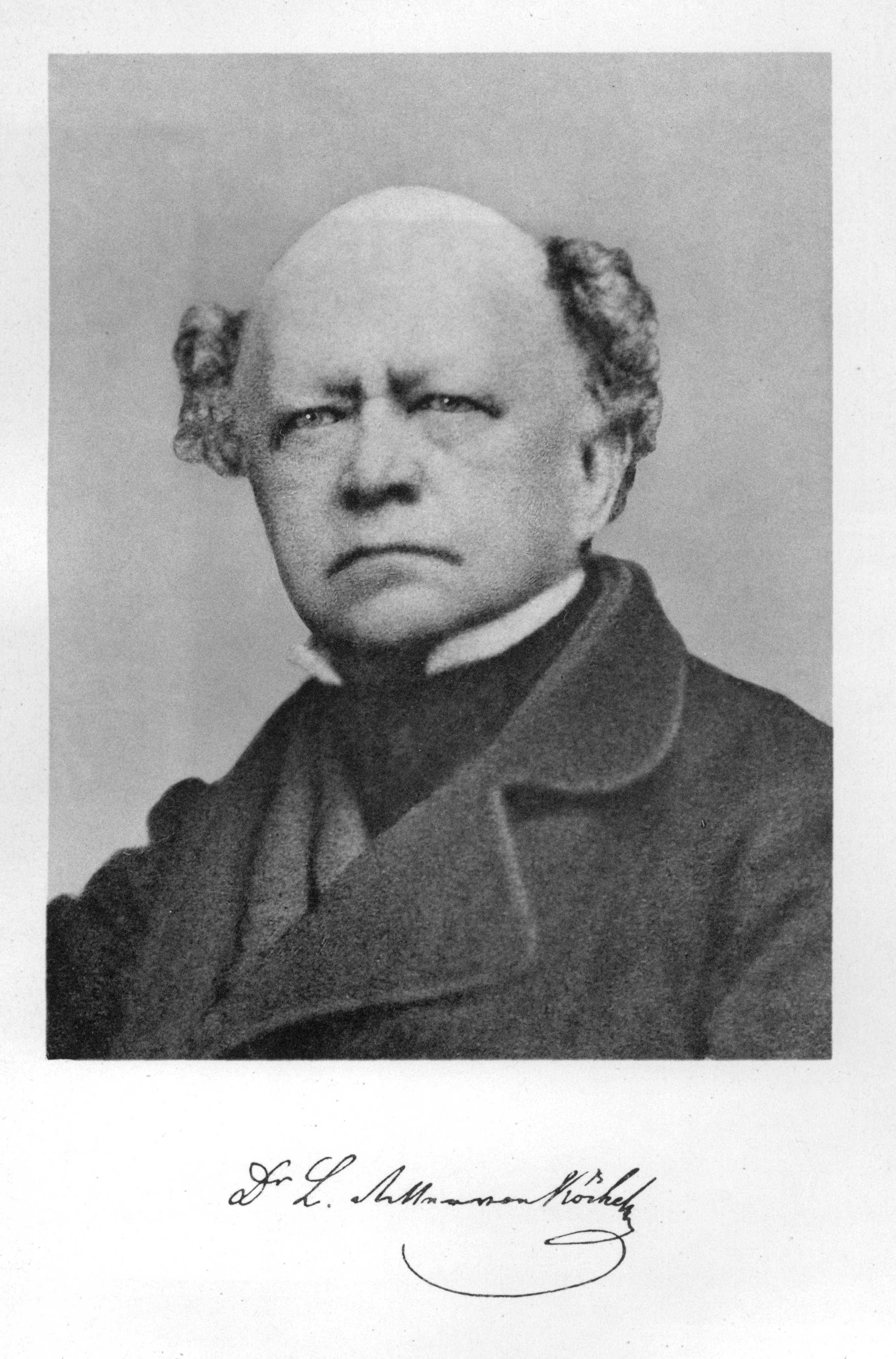
Ludwig von Köchel

Ludwig Alois Friedrich Ritter von Köchel (* 14. Jänner 1800 in Stein an der Donau, Niederösterreich; † 3. Juni 1877 in Wien) war ein österreichischer Jurist, Historiker und Naturforscher. Er wurde bekannt als Autor des Köchelverzeichnisses.

## Leben
Köchel wurde am 11. Juni 1827 in Wien zum Dr. jur. promoviert und war von 1827 bis 1842 als Erzieher der vier Söhne Erzherzog Karls tätig. Köchel wurde 1832 zum kaiserlichen Rat ernannt und 1842 durch die Verleihung des Ritterkreuzes des Leopoldordens als Ritter von Köchel geadelt und mit einer großzügigen Abfindung ausgestattet. Von 1850 bis 1852 arbeitete er als Schulrat in Salzburg und kehrte anschließend nach Wien zurück. Er war finanziell so abgesichert, dass er sich von nun an ganz seinen privaten Neigungen widmen konnte.
Seine botanischen und mineralogischen Studien in Nordafrika, der Iberischen Halbinsel, den Britischen Inseln, am Nordkap und in Russland beeindruckten die zeitgenössischen Fachleute. Er vermachte einen Großteil seiner Mineraliensammlung dem Piaristengymnasium Krems (wo sie auch heute noch zu Unterrichtszwecken verwendet wird), in dem er früher auch Schüler gewesen war, weswegen ihm in diesem Gymnasium der 2001 fertiggestellte „Köchel-Trakt“ gewidmet wurde. Seine Bücher zur Wiener Musikgeschichte (eine Geschichte der Hofmusikkapelle und die Biographie des Komponisten und Musiktheoretikers Johann Joseph Fux von 1872) gehören zu den bedeutendsten Studien der zweiten Hälfte des 19. Jahrhunderts. Er war ein ausgezeichneter Musiker (Mitglied im Mozarteum in Salzburg) und schrieb auch Gedichte.
Nach der Vorläuferschrift Über den Umfang der musikalischen Produktion W. A. Mozarts (1862) erschien im selben Jahr sein Chronologisch-thematisches Verzeichniß sämmtlicher Tonwerke Wolfgang Amadé Mozarts (mit Nachtrag 1889). Er gruppierte auch Mozarts Werke in 24 Kategorien; diese wurden bei der ersten vollständigen Edition (von 1876 an) vom Verlag Breitkopf & Härtel benutzt. Die Anregung zu seinem Lebenswerk verdankt Köchel dem gleichfalls aus Stein an der Donau stammenden Arzt und Schriftsteller Franz Lorenz.
Köchel wurde gemeinsam mit seinem Bruder Friedrich in einem ehrenhalber gewidmeten Grab auf dem Wiener Zentralfriedhof (Gruppe 16 A, Reihe 7, Nr. 23) bestattet.

## Ehrungen
- Titel eines „kaiserlichen Rates“

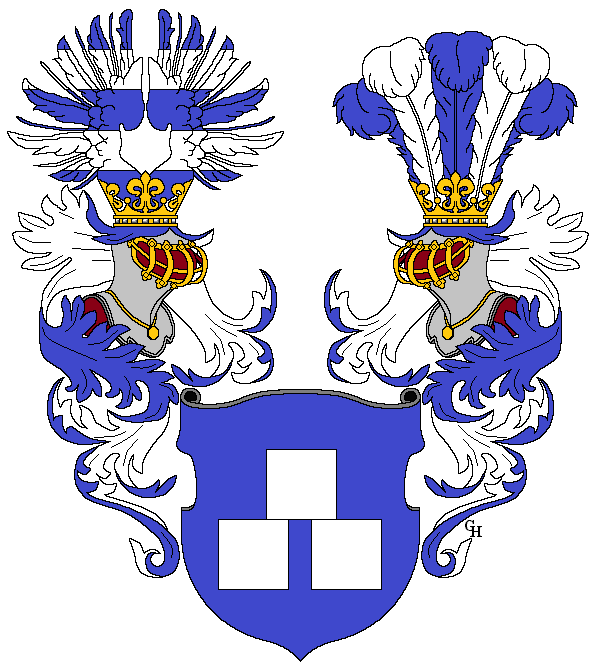
Ritterstandswappen Köchels, 1842

- Verleihung des Ritterkreuzes des Leopoldordens
- Ehrenmitgliedschaft der Gesellschaft der Musikfreunde in Wien

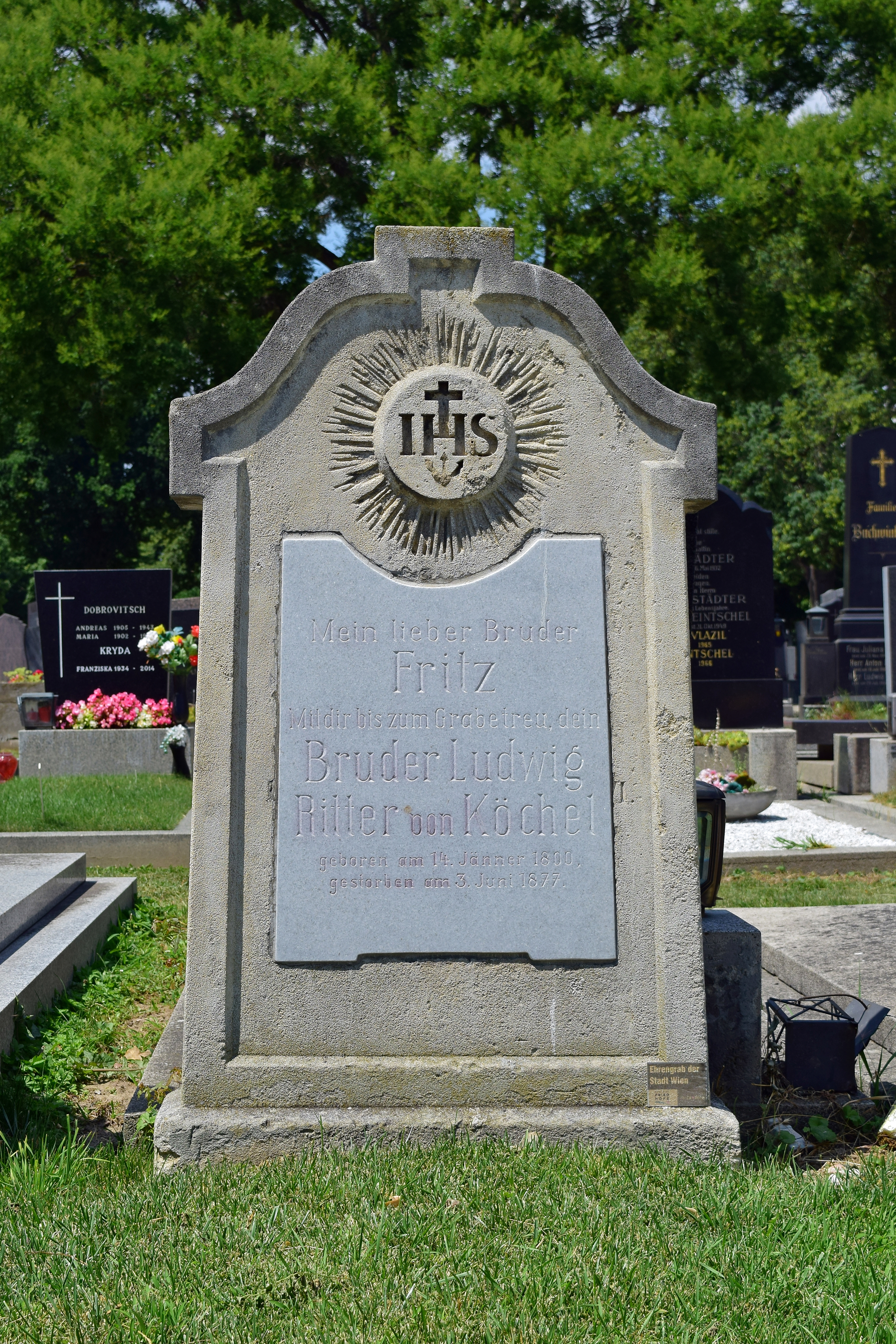
Ehrengrab am Wiener Zentralfriedhof

- Ehrengrab am Wiener Zentralfriedhof (16A-7-23)

Nach Ludwig von Köchel wurden benannt:
- die Köchelgasse in Wien-Hietzing (im Jahr 1912)
- ein Platz unweit seines Geburtshauses in Stein an der Donau
- die Musikschule der Stadt Krems an der Donau
- die Ludwig Ritter von Köchel Gesellschaft

## Werke
- Mozart. Zu seiner Säcularfeier im Jahre 1856. Canzonen. Zaunrith, Salzburg 1856.
- Geologische Übersichtskarte des Herzogthumes Salzburg mit Zugrundelegung der Aufnahmen der k.k. geolog. Reichsanstalt. Reiffenstein & Rösch, Wien 1859.
- Die Mineralien des Herzogthumes Salzburg. Mit einer Uebersicht der geologischen Verhältnisse und der Bergbaue dieses Kronlandes und mit einer geologischen Karte von Salzburg. Gerold, Wien 1859 (eingeschränkte Vorschau in der Google-Buchsuche).
- Chronologisch-thematisches Verzeichniss sämmtlicher Tonwerke Wolfgang Amade Mozart’s. Nebst Angabe der verloren gegangenen, unvollendeten, übertragenen, zweifelhaften und unterschobenen Compositionen desselben. Breitkopf und Härtel, Leipzig 1862 (Köchelverzeichnis).
- Die Pflege der Musik am österreichischen Hofe vom Schlusse des 15. bis zur Mitte des 18. Jahrhunderts. Pichler, Wien 1866.
- Die Kaiserliche Hof-Musikkapelle in Wien von 1543 bis 1867. Nach urkundlichen Forschungen. Beck, Wien 1869.
- Gedichte. Fromme, Wien 1872.
- Johann Josef Fux, Hofcompositor und Hofkapellmeister der Kaiser Leopold I., Josef I. und Karl VI. von 1698 bis 1740. Alfred Hölder (Beck’sche Universitäts-Buchhandlung), Wien 1872 (eingeschränkte Vorschau in der Google-Buchsuche).